# Фу Ли
Фу Ли (виј. Phủ Lý) је град у Вијетнаму у покрајини Hà Nam. Према резултатима пописа 2009. у граду је живело 121.350 становника.